# 唐汪镇
唐汪镇，是中华人民共和国甘肃省临夏回族自治州东乡族自治县下辖的一个乡镇级行政单位。

## 行政区划
唐汪镇下辖以下地区：
上城门村、马巷村、张家村、舀水村、下城门村、汪家村、唐家村、胡浪村、河沿村、照壁山村、塔石沟村和白咀村。